# Briefmarken-Ausgaben für das Generalgouvernement 1942
Die Briefmarken-Ausgaben für das Generalgouvernement 1942 wurden von der Deutschen Reichspost für das drei Jahre zuvor errichtete Generalgouvernement herausgegeben.

## Liste der Ausgaben und Motive
Legende
- Bild: Eine bearbeitete Abbildung der genannten Marke. Das Verhältnis der Größe der Briefmarken zueinander ist in diesem Artikel annähernd maßstabsgerecht dargestellt. Sollten keine Marken abgebildet sein, liegt es daran, dass das Urheberrecht des Künstlers noch nicht erloschen ist.
- Beschreibung: Eine Kurzbeschreibung des Motivs und/oder des Ausgabegrundes. Bei ausgegebenen Serien oder Blocks werden die zusammengehörigen Beschreibungen mit einer Markierung versehen eingerückt.
- Wert: Der Frankaturwert der einzelnen Marke in Groszy. Ein „+“ bedeutet, dass es sich um eine Zuschlagsmarke handelt (= Frankaturwert + Spende).
- Ausgabedatum: Das Datum des erstmaligen Verkaufs dieser Briefmarke.
- Gültig bis: Das Datum, an dem die Gültigkeit endete.
- Auflage: Soweit bekannt, wird hier die zum Verkauf angebotene Anzahl dieser Ausgabe angegeben.
- Entwurf: Soweit bekannt, wird hier angegeben, von wem der Entwurf dieser Marke stammt.
- Mi.-Nr.: Diese Briefmarke wird im Michel-Katalog unter der entsprechenden Nummer gelistet.

| Sondermarken | |                |                   |                                          |           |                  |       |
| Bild         | Beschreibung | Wert in Groszy | Ausgabe- datum    | gültig bis                               | Auflage   | Entwurf          | MiNr. |
|              | Geburtstag von Adolf Hitler siehe auch: Reichskanzler Adolf Hitler (Briefmarkenserie)                              | 30+1 Złoty     | 20. April 1942    | 31. Dezember 1943                        | unbekannt | Wilhelm Dachauer | 89    |
|              | | 50+1 Złoty     | 20. April 1942    | 31. Dezember 1943                        | unbekannt | Wilhelm Dachauer | 90    |
|              | | 1,20+1 Złoty   | 20. April 1942    | 31. Dezember 1943                        | unbekannt | Wilhelm Dachauer | 91    |
|              | 600 Jahre Stadt Lublin - Stadtansicht Altes Lublin mit Wappen                                                      | 12+8           | 15. August 1942   | 31. Dezember 1943                        | unbekannt | K. Gessner       | 92    |
|              | - Stadtansicht Neues Lublin mit Reichsadler und Hakenkreuz                                                         | 24+6           | 15. August 1942   | 31. Dezember 1943                        | unbekannt | K. Gessner       | 93    |
|              | - Stadtansicht Altes Lublin mit Wappen                                                                             | 50+50          | 15. August 1942   | 31. Dezember 1943                        | unbekannt | K. Gessner       | 94    |
|              | - Stadtansicht Neues Lublin mit Reichsadler und Hakenkreuz                                                         | 1+1 Złoty      | 15. August 1942   | 31. Dezember 1943                        | unbekannt | K. Gessner       | 95    |
|              | Kulturträger - Veit Stoß (um 1447–1533), bedeutender Bildhauer der Spätgotik                                       | 12+18          | 20. November 1942 | bis zur Aufgabe des Generalgouvernements | unbekannt | Wilhelm Dachauer | 96    |
|              | - Hans Dürer, Bildnis eines jungen Mannes                                                                          | 24+26          | 20. November 1942 | bis zur Aufgabe des Generalgouvernements | unbekannt | Wilhelm Dachauer | 97    |
|              | - Johann Christian Schuch (1752–1813), Gartenbauarchitekt, Hofgärtner des Königs Stanislaus II. August Poniatowski | 30+30          | 20. November 1942 | bis zur Aufgabe des Generalgouvernements | unbekannt | Wilhelm Dachauer | 98    |
|              | - Joseph Elsner (1769–1854), Komponist, Dirigent und Musikpädagoge                                                 | 50+50          | 20. November 1942 | bis zur Aufgabe des Generalgouvernements | unbekannt | Wilhelm Dachauer | 99    |
|              | - Nikolaus Kopernikus (1473–1543), Domherr, Jurist, Arzt, Mathematiker und Astronom                                | 1+1 Złoty      | 20. November 1942 | bis zur Aufgabe des Generalgouvernements | unbekannt | Wilhelm Dachauer | 100   |
| Dauermarken  | |                |                   |                                          |           |                  |       |
| Bild         | Beschreibung | Wert in Groszy | Ausgabe- datum    | gültig bis                               | Auflage   | Entwurf          | MiNr. |
|              | Reichskanzler Adolf Hitler (Generalgouvernement) siehe auch: Reichskanzler Adolf Hitler (Briefmarkenserie)         | 50             | 7. April 1942     | bis zur Aufgabe des Generalgouvernements | unbekannt | Wilhelm Dachauer | 83A   |
|              | | 60             | 7. April 1942     | bis zur Aufgabe des Generalgouvernements | unbekannt | Wilhelm Dachauer | 84A   |
|              | | 80             | 7. April 1942     | bis zur Aufgabe des Generalgouvernements | unbekannt | Wilhelm Dachauer | 85A   |
|              | | 1 Złoty        | 7. April 1942     | bis zur Aufgabe des Generalgouvernements | unbekannt | Wilhelm Dachauer | 86A   |
|              | | 1,20 Złoty     | 7. April 1942     | bis zur Aufgabe des Generalgouvernements | unbekannt | Wilhelm Dachauer | 87A   |
|              | | 1,60 Złoty     | 7. April 1942     | bis zur Aufgabe des Generalgouvernements | unbekannt | Wilhelm Dachauer | 88A   |